# Szarka László (történész)
Szarka László (Klobusic, 1953. augusztus 20. –) történész, egyetemi docens, a Selye János Egyetem Tanárképző Karának volt dékánja.

## Élete
1971-ben Galántán érettségizett, majd 1976-ban végzett a Comenius Egyetem történelem–magyar szakán.
1976–1977-ben a Szlovák Tudományos Akadémia Történettudományi Intézetének ösztöndíjasa volt. 1977–1985 között a Csehszlovák Tudományos Akadémia budapesti kutatócsoportjának tudományos ügyintézője. 1986–1995 között az MTA Történettudományi Intézetének tudományos munkatársa, 1995–1998 között megbízott osztályvezetője, majd a Kisebbségkutató Műhely programigazgatója 1998–2000 között. 2001–2011 között az MTA Kisebbségkutató Intézet, majd 2011-ben az MTA Történettudományi Intézetének munkatársa.
1992–1996 között a debreceni Kossuth Lajos Tudományegyetemen, 1996-1999 között a piliscsabai Pázmány Péter Katolikus Egyetemen, 2001-től az egri Eszterházy Károly Főiskolán és 2006-tól a komáromi Selye János Egyetemen oktat. 2009–2012 között a komáromi Selye János Egyetem Tanárképző Karának dékánja volt, és bár már 2011-ben lemondott, 2012-ig még hivatalban maradt. 2012-től az MTA Bölcsészettudományi Kutatóközpont Történettudományi Intézetének tudományos főmunkatársa.
1977-től Budapesten él. Elsősorban a szlovákiai magyar kisebbség múltjával és a 20. századi csehszlovák–magyar kapcsolatokkal foglalkozik. 1992–1998 között a Regio folyóirat felelős szerkesztője. 1998-tól a Magyar–Szlovák Történész Vegyes Bizottság társelnöke.

## Díjai, elismerései
- 1995 Soros Alapítvány Nyitott Társadalomért díj
- 2009 Lánchíd-díj
- 2010 Magyarországi Kisebbségekért díj
- 2022 Szlovák Történeti Társaság plakettje
- 2024 A Szlovák Köztársaság Fehér Kettőskereszt Érdemrendjének III. fokozata[4]

## Művei
- 1987 A béke apostola. Pogyebrád György (1420–1471), In: Szvák Gyula (szerk.): Koronás portrék, Kozmosz Könyvek, Budapest, 81–102.
- 1995 Szlovák nemzeti fejlődés – magyar nemzetiségi politika 1867–1918
- 1997 A közép-európai államok kapcsolatai
- 1998 Duna-táji dilemmák
- 2004 Közösségi léthelyzetek – közösségi alternatívák
- 2005 Jogfosztó jogszabályok Csehszlovákiában 1944-1949. Komárom
- 2012 Maďarská zahraničná politika a orientácia maďarskej menšinovej politiky v medzivojnovom Československu. In: Gazdilová, Soňa–Ďurkovská, Mária–Olejník, Milan–Simon Attila–Szarka László: Vybrané aspekty postavenia maďarskej minority na Slovensku v rokoch 1918–1928. Spoločenskovedný ústav SAV, Košice, 91–124.
- 2012 Patriotizmus és lojalitás a soknyelvű Magyarországon. Magyarosodás és magyarosítás. In: Popély Árpád - Simon Attila - Szarka László: Felvidéki vagyok vagy szlovákiai? Budapest, 16–22.
- 2012 Az etnikai vegyesség jelenségei a szlovákiai magyarság identitásában. In: Zborník medzinárodnej vedeckej konferencie Univerzity J. Selyeho 2012. Komárom.
- 2013 Kisebbségvédelem, autonómia és revízió: Esterházy János szerepe a csehszlovákiai magyar politika alakításában 1932–1938. Történelmi Szemle 55/ 3, 425–450.
- 2013 Hungarian National Minority Organizations and the Role of Elites between the Two World Wars Addenda to the History of Minority Nationalism in Central and Eastern Europe. Hungarian Historical Review 2/ 1–2, 413–448.
- 2013 A szlovák autonómia és az etnikai revízió alternatívája 1938-ban. Esterházy János dilemmája a csehszlovák válság hónapjaiban. Fórum Társadalomtudományi Szemle 15, 3–19.
- 2014 Nemzetállami és államépítő nacionalizmusok. A magyarországi nemzetiségi kérdés átalakulása az első világháború éveiben. In: Regionális kaleidoszkóp. Szerk. Takács Zoltán–Ricz András. Szabadka, 139–147.
- 2014 Autonomista együttműködési kísérlet. Az Egyesült Magyar Párt és a kisebbségi blokkpolitika kudarca az 1938. évi csehszlovák válság idején. In: Prístupy k riešeniu národnostnej otázky v medzivojnovom Československu. Szerk. Gazdilová, Soňa–Simon, Attila. Komárno, 6–14.
- Szomszédok hármas tükörben. A Magyar-Csehszlovák Történész Vegyesbizottság negyedszázada, 1959-1984; szerk. Szarka László; Akadémiai, Bp., 1987
- Magyar és csehszlovák történészek eszmecseréje a régi magyar család- és személynevek, valamint a helynevek írásmódjáról / Dialogue of Hungarian and Czechoslovak historians on the writing of old Hungarian family, personal and place-names; szerk. Szarka László; MTA Történettudományi Intézet, Bp., 1988 (Hungaro-Bohemicoslovaca)
- Békétlen évtizedek, 1918-1938. Tanulmányok és dokumentumok a magyar-csehszlovák kapcsolatok történetéből a két világháború között / Decades of restlessness, 1918-1938. Studies and documents on the history of Hungaro-Czechoslovakian relations; szerk. Szarka László; MTA Történettudományi Intézet, Bp., 1988 (Hungaro-Bohemicoslovaca)
- Magyar Történészek Tudományos Találkozója. Buda török alóli felszabadulásának 300. évfordulóján. Budapest, 1986. augusztus 28-29.; szerk. Szarka László; OSZK, Bp., 1988
- Csehország a Habsburg-monarchiában, 1618-1918. Esszék a cseh történelemről; szerk., ford., előszó, jegyz. Szarka László; Gondolat, Bp., 1989 (Közös dolgaink)
- A szlovákok története; Bereményi, Bp., 1993 (Népek hazája...)
- Duna-táji dilemmák. Nemzeti kisebbségek – kisebbségi politika a 20. századi Kelet-Közép-Európában; Ister, Bp., 1998 (Láthatár)
- A szlovákiai magyarok kényszertelepítéseinek emlékezete, 1945-1948. Visszaemlékezések, tanulmányok, dokumentumok; szerk. Szarka László, gyűjtőmunka-koordinálás Nemes Andrásné, Monostori Éva, interjúk Árendás Zsuzsa et al.; MTA Etnikai-nemzeti Kisebbségkutató Intézet–Kecskés László Társaság, Bp.–Komárom, 2003 (Források a kelet-közép-európai kisebbségek 20. századi történetéhez) + CD-ROM
- Nyelvi jogok, kisebbségek, nyelvpolitika Kelet-Közép-Európában; szerk. Nádor Orsolya, Szarka László; Akadémiai, Bp., 2003 (Magyar kisebbségi könyvtár) + CD-ROM
- Anyanyelv, oktatás – közösségi nyelvhasználat. Újratanítható-e a kisebbségek anyanyelve a magyarországi nemzetiségi iskolákban?; szerk. Osvát Anna, Szarka László; BIP, Bp., 2003 (Kisebbségek Kelet-Közép-Európában)
- Hungary and the Hungarian minorities. Trends in the past and in our time; szerk. Szarka László, angolra ford. Zinner Judit; Social Science Monographs–Atlantic Research and Publications–Columbia University Press, Boulder–Highland Lakes–New York, 2004 (East European monographs)
- Ami összeköt? Státustörvények közel s távol; szerk. Halász Iván, Majtényi Balázs, Szarka László; Gondolat, Bp., 2004
- Kisebbségi léthelyzetek, közösségi alternatívák. Az etnikai csoportok helye a kelet-közép-európai nemzetállamokban; Lucidus, Bp., 2004 (Kisebbségkutatás könyvek)
- Jogfosztó jogszabályok Csehszlovákiában, 1944-1949. Elnöki dekrétumok, törvények, rendeletek, szerződések; szerk. Szarka László; MTA Etnikai-nemzeti Kisebbségkutató Intézet–Kecskés László Társaság, Bp.–Komárom, 2005 (Források a kelet-közép-európai kisebbségek 20. századi történetéhez)
- A kultúra világa. A határon túli magyar kulturális intézményrendszer; szerk. Blénesi Éva, Mandel Kinga, Szarka László; MTA Etnikai-nemzeti Kisebbségkutató Intézet, Bp., 2005 (Kisebbségi léthelyzetek – interetnikus viszonyok) + CD-ROM
- Etnikai identitás, politikai lojalitás. Nemzeti és állampolgári kötődések; szerk. Kovács Nóra, Osvát Anna, Szarka László; Balassi, Bp., 2005
- Mindennapi előítéletek. Társadalmi távolságok és etnikai sztereotípiák; szerk. Bakó Boglárka, Papp Richárd, Szarka László; Balassi, Bp., 2006
- Benes-dekrétumok és a magyar kérdés, 1945-1948. Történeti háttér, dokumentumok és jogszabályok; szerk. Popély Árpád, Stefan Sutaj, Szarka László, ford. Kovács Anikó et al.; Attraktor, Máriabesnyő-Gödöllő, 2007
- Otthontalan emlékezet. Emlékkönyv a csehszlovák-magyar lakosságcsere 60. évfordulójára; szerk. Molnár Imre, Szarka László; MTA Kisebbségkutató Intézet–Kecskés László Társaság, Bp.–Komárom, 2007
- Külhoni magyar egyetemisták peregrinus stratégiái a 21. század elején; szerk. Szarka László, Kötél Emőke; Balassi Intézet Márton Áron Szakkollégium, Bp., 2008 (Határhelyzetek)
- Bennünk élő múltjaink. Történelmi tudat – kulturális emlékezet; szerk. Papp Richard, Szarka László; Vajdasági Magyar Művelődési Intézet, Zenta, 2008
- Kisebbségi magyar közösségek a 20. században; szerk. Bárdi Nándor, Fedinec Csilla, Szarka László; Gondolat –MTA Kisebbségkutató Intézet, Bp., 2008
- Kultúra, oktatás, nyelv, politika; szerk. Kötél Emőke, Szarka László; Balassi Intézet Márton Áron Szakkollégium, Bp., 2009 (Határhelyzetek)
- Alsó- és Felsőszeli a 20. században. 1. Társadalomrajz két magyarlakta településről Szlovákiában; szerk. Szarka László, Tóth Károly; Fórum, Somorja–Komárom, 2010 (Lokális és regionális monográfiák)
- Társadalomrajz két magyarlakta településről Szlovákiában. A modern szlovák nacionalizmus évszázada, 1780-1918. Párhuzamos nemzetépítés a multietnikus Magyar Királyságban; szerk. Szarka László; Akadémiai, Bp., 2011 (Az Eszterházy Károly Főiskola Történelemtudományi Doktori Iskolája közleményei)
- A multietnikus nemzetállam, 1918-1992. Kísérletek, kudarcok és kompromisszumok Csehszlovákia nemzetiségi politikájában; Kalligram–Kalligram Polgári Társulás, Pozsony–Dunaszerdahely, 2016
- Párhuzamos nemzetépítés, konfliktusos együttélés. Birodalmak és nemzetállamok a közép-európai régióban, 1848-1938; szerk. Szarka László; Országház, Bp., 2017 (Tudományos konferenciák az Országházban)
- Az első bécsi döntés okmánytára. Diplomáciai iratok, 1938. augusztus–1939. június; összeáll., tan. Szarka László, Sallai Gergely, Fedinec Csilla; MTA BTK Történettudományi Intézet, Bp., 2017 (Magyar történelmi emlékek Okmánytárak) + DVD
- Etnikai pártok Kelet-Közép-Európában 1989-2014; szerk. Fedinec Csilla, Szarka László, Vizi Balázs; Gondolat, Bp., 2018